# Isonychus lineola
Isonychus lineola är en skalbaggsart som beskrevs av Blanchard 1850. Isonychus lineola ingår i släktet Isonychus och familjen Melolonthidae. Inga underarter finns listade i Catalogue of Life.